# Маріо Фігейра Фернандес
Маріо Фігейра Фернандес (рос. Марио Фигейра Фернандес, порт. Mário Figueira Fernandes, нар. 19 вересня 1990, Сан-Каетану-ду-Сул) — бразильський та російський футболіст, захисник клубу «Зеніт» і збірної Росії.

## Клубна кар'єра
Народився 19 вересня 1990 року в місті Сан-Каетану-ду-Сул в родині тренера з футзалу. У дитинстві Фернандес грав за юнацьку команду «Сан-Каетану». Він виділявся серед своїх однолітків хорошою швидкістю, дриблінгом, що послужило причиною стеження за ним бразильських та іноземних команд. При цьому в молодіжних командах Маріо грав на позиції центрального захисника.
У березні 2009 року він перейшов в клуб «Греміо», який заплатив за трансфер бразильця 400,5 тис. фунтів (1 млн доларів). Контракт був підписаний до 2014 року. Відразу після підписання, 18 березня, він пропав, та був виявлений, за допомогою камери, лише через 3 дні, під Флоріанополісом, через день його бачили в містах Лондріна і Порту-Алегрі. Причиною такої поведінки Маріо назвав депресію, пов'язану з тим, що футболіст вперше опинився далеко від сім'ї. Після цього, протягом 30 днів, він проходив клінічне обстеження і курс реабілітації. Його мати, Маріса, була змушена переїхати зі свого будинку в Сан-Каетану-ду-Сул, до нього в Порту-Алегрі. Пізніше він сказав про це: «Мені просто неймовірно захотілося додому, тому я поїхав на кілька днів. Чому я нічого не сказав в клубі? Якщо чесно, мені не дуже хочеться говорити на цю тему. Але скажу одне: це не смішно».
Він дебютував у складі команди 28 червня 2009 року проти клубу «Спорт Ресіфі». У Серії А він вперше зіграв 31 серпня 2009 року у матчі з «Ботафого», який завершився з рахунком 3:3. У клубі футболіст, який до цього грав центрального захисника, був переведений на фланг оборони. Всього у першому сезоні за «Греміо» він провів 19 матчів у чемпіонаті Бразилії. Після закінчення першого сезону, Маріо зацікавилися європейські клуби, «Інтернаціонале», «Барселона», «Реал Мадрид», «Манчестер Сіті». Одним з найбільш відомих фактів в періоді Фернандеса в «Греміо» стала його пристрасть до нездорової їжі, шоколаду, гамбургерів та газованої воді, через що керівництво команди наполягло на тому, щоб захисник споживав їжу тільки на базі команди.

### ЦСКА

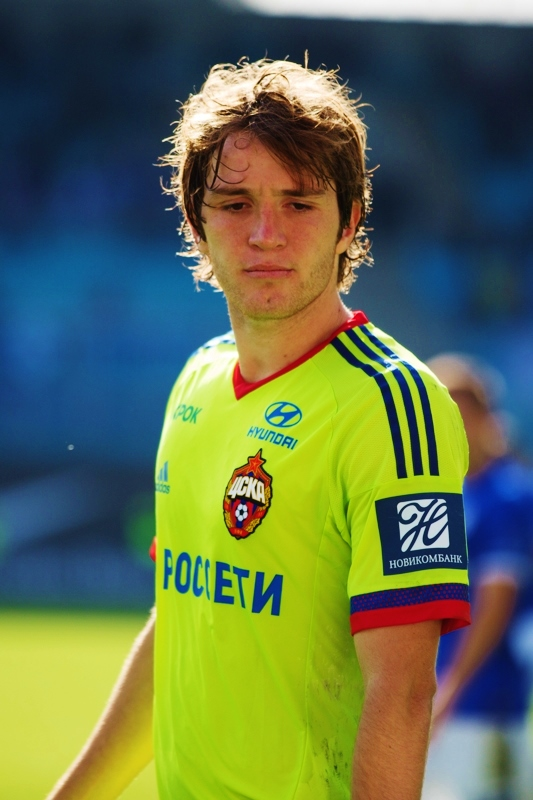
Фернандес у складі ЦСКА

У грудні 2011 року московський ЦСКА запропонував 15 мільйонів євро за перехід захисника, проте керівництво «Греміо» відмовило «армійцям». У квітні 2012 року переговори продовжилися. Сторони угоди прийшли до рішення, що російський клуб заплатить за перехід гравця 6 мільйонів євро, а пізніше, в серпні, доплатить ще 8 млн «Греміо» і 1 млн «Сан-Каетано», після чого бразилець продовжить кар'єру в ЦСКА. 22 квітня президент «Греміо», Паул Одоне, повідомив, що між клубами досягнуто домовленості про перехід Фернандеса. 4 травня армійський клуб офіційно оголосив про укладення п'ятирічного контракту з футболістом. За команду він почав виступати під 13-м номером. Варто відзначити, що в передсезонних товариських матчах із «Хімками» і московським «Торпедо», Маріо Фернандес відзначився двома забитими м'ячами.
У матчі першого туру сезону 2012/13 з «Ростовом» відбувся дебют Маріо за ЦСКА. Сезон видався напруженим для Маріо — він зіграв у 28 матчах чемпіонату, віддав 2 гольові передачі, отримав дві жовті картки. При цьому він отримав ряд непростих травм — травми обличчя у матчі проти —Тюмені у Кубку країни, через яку к кілька матчів грав у масці, пошкодження гомілкостопу у грі зі шведським АІКом у матчі Ліги Європи, струс мозку по ходу контрольного поєдинку з донецьким «Шахтарем», але найсерйозніша травма у нього трапилася під кінець чемпіонського матчу проти «Кубані» — пошкодження заднього рогу меніска і надрив медіальної зв'язки. Через цю травму він не зміг з командою відсвяткувати чемпіонство, тим не менш потрапив у список 33 найкращих футболістів 2012/13.
Гравець зміг повернутися на поле тільки до матчу 17 туру в сезоні 2013/14 проти московського «Спартака» (1:0). Перший гол за ЦСКА забив 2 березня 2014 в матчі 1/8 фіналу Кубка Росії 2013/14 з саратовським «Соколом».
29 червня прес-служба ЦСКА оголосила про підписання нового контракту з футболістом до 2022 року. Станом на 15 травня 2018 року відіграв за московських армійців 151 матч в національному чемпіонаті.

### Зеніт
17 червня 2023 року стало відомо,що Маріо Фернандес перейшов до пітерського «Зеніта», підписавши контракт на один рік.

## Виступи за збірні

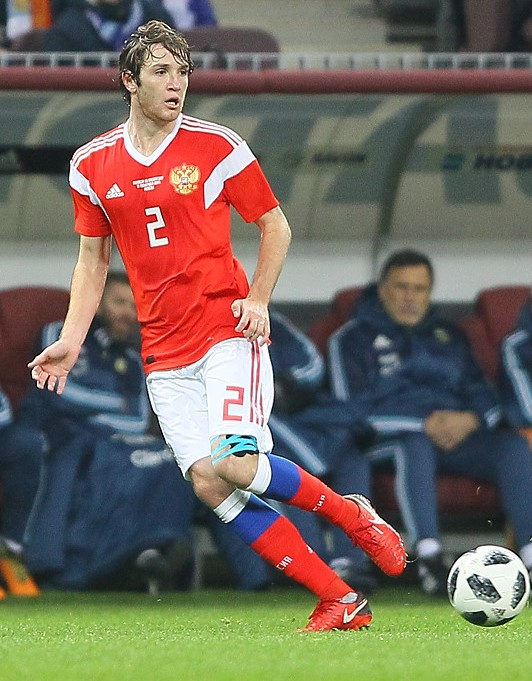
Маріо Фернандес у складі збірної Росії. 18 листопада 2017 року.

5 вересня 2011 року Фернандес був викликаний до складу збірної Бразилії для участі у Кубку Рока. 14 вересня він був у складі збірної на матчі Кубка Рока з Аргентиною, але на поле не вийшов, провівши всю гру на лаві запасних. На матч-відповіді Кубка Рока Фернандес викликаний не був. Фернандес після матчів «Греміо» зазвичай проводив ніч з неділі на понеділок в клубі Be Happy. Одного разу, затримавшись там, футболіст не встиг на рейс, яким збірна Бразилії відправлялася на матч. Керівництво клубу відразу придумало історію, що у гравця особисті проблеми, але Мано Менезес, головний тренер бразильців, не повірив гравцеві. Після цієї історії Фернандес більше не запрошувався на матчі національної команди. Сам захисник сказав з цього приводу: «Так, я запізнився на літак, але ні в якому клубі вночі я не відривався. Просто так вийшло, що не встиг».
14 жовтня 2014 року Фернадес дебютував у збірній Бразилії в товариському матчі з Японією (4:0), вийшовши на заміну після перерви. Однак Маріо продовжував думати над отриманням російського громадянства, щоб виступати за збірну Росії, так як за правилами ФІФА футболіст вважається заграним за свою збірну тільки після виступу в офіційному матчі. За словами генерального директора ЦСКА Романа Бабаєва, Фернандес був готовий відмовитися від теоретичного виклику в збірну Бразилії на офіційний матч заради збірної Росії, якщо така ініціатива буде виходити від РФС, президент якого Віталій Мутко раніше оголосив, що до Євро-2016 буде натуралізований футболіст для ігор за збірну. Пізніше цим футболістом виявився Роман Нойштедтер.
13 липня 2016 року президент Росії Володимир Путін задовольнив заяву Маріо Фернандеса про прийом в громадянство Росії.
16 серпня 2017 року потрапив у розширений склад збірної Росії для участі в навчально-тренувальному зборі в Новогорську.
7 жовтня 2017 року дебютував у збірній Росії у товариському матчі проти збірної Південної Кореї, вийшовши на заміну замість Олександра Самедова на 64-ій хвилині.
На початку червня 2018 року був включений до заявки збірної Росії на домашній для неї тогорічний чемпіонат світу.
11 травня 2021 року був включений до розширеного списку футболістів для підготовки до чемпіонату Європи 2020.

## Статистика виступів

### Статистика клубних виступів
| Сезон                   | Команда                 | Чемпіонат               | Чемпіонат | Чемпіонат | Національний кубок | Національний кубок | Національний кубок | Континентальні кубки | Континентальні кубки | Континентальні кубки | Інші змагання | Інші змагання | Інші змагання | Усього | Усього |
| Сезон                   | Команда                 | Ліга                    | Ігор      | Голів     | Ліга               | Ігор               | Голів              | Ліга                 | Ігор                 | Голів                | Ліга          | Ігор          | Голів         | Ігор   | Голів  |
| ----------------------- | ----------------------- | ----------------------- | --------- | --------- | ------------------ | ------------------ | ------------------ | -------------------- | -------------------- | -------------------- | ------------- | ------------- | ------------- | ------ | ------ |
| 2009                    | «Греміо»                | ЛГ+A                    | 0+19      | 0         | -                  | -                  | -                  | КЛ                   | 0                    | 0                    | -             | -             | -             | 19     | 0      |
| 2010                    | «Греміо»                | ЛГ+A                    | 16+2      | 1+0       | КБ                 | 7                  | 0                  | ПАК                  | 0                    | 0                    | -             | -             | -             | 25     | 1      |
| 2011                    | «Греміо»                | ЛГ+A                    | 12+33     | 1+1       | -                  | -                  | -                  | КЛ                   | 3                    | 0                    | -             | -             | -             | 48     | 1      |
| 2012                    | «Греміо»                | ЛГ+A                    | 5+0       | 0         | КБ                 | 0                  | 0                  | ПАК                  | 0                    | 0                    | -             | -             | -             | 5      | 0      |
| Усього за «Греміо»      | Усього за «Греміо»      | Усього за «Греміо»      | 33+54     | 2+1       |                    | 7                  | 0                  |                      | 3                    | 0                    |               | -             | -             | 97     | 3      |
| 2012–13                 | ЦСКА (Москва)           | ПЛ                      | 28        | 0         | КР                 | 3                  | 0                  | ЛЄ                   | 2                    | 0                    | -             | -             | -             | 33     | 0      |
| 2013–14                 | ЦСКА (Москва)           | ПЛ                      | 12        | 0         | КР                 | 3                  | 1                  | ЛЧ                   | 0                    | 0                    | СР            | 0             | 0             | 15     | 1      |
| 2014–15                 | ЦСКА (Москва)           | ПЛ                      | 29        | 0         | КР                 | 3                  | 0                  | ЛЧ                   | 6                    | 0                    | СР            | 1             | 0             | 39     | 0      |
| 2015–16                 | ЦСКА (Москва)           | ПЛ                      | 17        | 1         | КР                 | 3                  | 0                  | ЛЧ                   | 9                    | 0                    | -             | -             | -             | 29     | 1      |
| 2016–17                 | ЦСКА (Москва)           | ПЛ                      | 30        | 0         | КР                 | 0                  | 0                  | ЛЧ                   | 5                    | 0                    | СР            | 1             | 0             | 36     | 0      |
| 2017–18                 | ЦСКА (Москва)           | ПЛ                      | 2         | 0         | КР                 | 0                  | 0                  | ЛЧ                   | 1                    | 0                    | -             | -             | -             | 3      | 0      |
| Усього за ЦСКА (Москва) | Усього за ЦСКА (Москва) | Усього за ЦСКА (Москва) | 118       | 1         |                    | 12                 | 1                  |                      | 23                   | 0                    |               | 2             | 0             | 155    | 2      |
| Усього за кар'єру       | Усього за кар'єру       | Усього за кар'єру       | 205       | 4         |                    | 19                 | 1                  |                      | 26                   | 0                    |               | 2             | 0             | 252    | 5      |

## Титули і досягнення

### Командні
«Греміо»
- Чемпіон штату Ріу-Гранді-ду-Сул: 2010
- Володар Кубка Року: 2011

 «ЦСКА»
- Чемпіон Росії: 2012/13, 2013/14. 2015/16
- Срібний призер чемпіонату Росії: 2014/15, 2016/17
- Володар Кубка Росії : 2012/13
- Володар Суперкубка Росії: 2013, 2014, 2018

### Збірні
- Переможець Суперкласіко де лас Амерікас: 2014

### Особисті
- Член символічної збірної чемпіонату штату Ріу-Гранді-ду-Сул: 2010[32]
- Володар Срібного м'яча Бразилії: 2011
- У списку 33 найкращих футболістів РФПЛ: № 1 (2013/14, 2014/15), № 2 (2012/13[33], 2015/16[34]).